# Barbara Pearse
Barbara Mary Frances Pearse FRS (Wraysbury, Buckinghamshire, 24 de março de 1948) é uma bióloga britânica. Trabalha no Laboratory of Molecular Biology do Medical Research Council em Cambridge, Reino Unido.

## Educação
Barbara Pearse obteve a graduação na University College London em 1969.

## Prêmios e honrarias
Foi professora visitante de biologia celular na Universidade Stanford em 1984-1985. Foi eleita membro da Organização Europeia de Biologia Molecular (EMBO) em 1982 e recebeu a Medalha de Ouro EMBO de 1987. Foi eleita membro da Royal Society em 1988.

## Vida pessoal
É casada com Mark Bretscher.